# Klasa okręgowa (2021/2022)/Województwa dolnośląskie, kujawsko-pomorskie, lubelskie i lubuskie

## Województwo dolnośląskie

### Grupa Jelenia Góra

#### Drużyny
| Uczestnicy poprzedniej edycji                                                                                 | Uczestnicy poprzedniej edycji | Uczestnicy poprzedniej edycji | Uczestnicy poprzedniej edycji |
| --- | ----------------------------- | ----------------------------- | ----------------------------- |
| BBO | BKS Bobrzanie Bolesławiec     | 3                             |                               |
| ISŁ | Iskra Łagów                   | 4                             |                               |
| KOW | Olimpia Kowary                | 5                             |                               |
| RUS | Victoria Ruszów               | 6                             |                               |
| ZGO | Nysa Zgorzelec                | 7                             |                               |
| CLŚ | Czarni Lwówek Śląski          | 8                             |                               |
| TWŚ | Twardy Świętoszów             | 92                            |                               |
| HPI | Hutnik Pieńsk                 | 10                            |                               |
| WMI | Włókniarz Mirsk               | 12                            |                               |
| Spadek z IV ligi 2020/2021                                                                                    |                               |                               |                               |
| grupa dolnośląska (zachód)                                                                                    |                               |                               |                               |
| GGR | Gryf Gryfów Śląski            | 15                            |                               |
| WLE | Włókniarz Leśna               | 16                            |                               |
| LJS | Lotnik Jeżów Sudecki          | 19                            |                               |
| Awans z klasy A 2020/2021                                                                                     |                               |                               |                               |
| grupa Jelenia Góra I                                                                                          |                               |                               |                               |
| VJG | Victoria Jelenia Góra         | 1                             |                               |
| grupa Jelenia Góra II                                                                                         |                               |                               |                               |
| COS | Cosmos Radzimów               | 1                             |                               |
| grupa Jelenia Góra III                                                                                        |                               |                               |                               |
| CHN | Chrobry Nowogrodziec          | 1                             |                               |
| GWĘ | Górnik Węgliniec              | 21                            |                               |
| Oznaczenia: - kolumna pierwsza – skróty nazw drużyn, - kolumna trzecia – miejsce zajęte w poprzednim sezonie. |                               |                               |                               |

Objaśnienia:
1. Twardy Świętoszów wycofał się po rundzie jesiennej.
2. W związku z wycofaniem się Piasta Wykroty z rozgrywek jeleniogórskiej klasy okręgowej, dodatkowy awans uzyskał Górnik Węgliniec[1].

#### Tabela
| Lp. | Drużyna                           | M  | Z  | R | P  | Bramki | Bramki | Różn. | Pkt | Uwagi                       | Bezpośrednio |
| --- | --------------------------------- | -- | -- | - | -- | ------ | ------ | ----- | --- | --------------------------- | ------------ |
| 1   | BKS Bobrzanie Bolesławiec (M) (A) | 28 | 21 | 5 | 2  | 88     | 26     | +62   | 68  | Awans do IV ligi            |              |
| 2   | Gryf Gryfów Śląski (A)            | 28 | 17 | 8 | 3  | 67     | 24     | +43   | 59  | Awans do IV ligi            |              |
| 3   | Włókniarz Leśna                   | 28 | 17 | 5 | 6  | 78     | 44     | +34   | 56  |                             |              |
| 4   | Lotnik Jeżów Sudecki              | 28 | 16 | 3 | 9  | 64     | 46     | +18   | 51  |                             |              |
| 5   | Victoria Ruszów                   | 28 | 15 | 3 | 10 | 67     | 55     | +12   | 48  |                             |              |
| 6   | Hutnik Pieńsk                     | 28 | 13 | 2 | 13 | 63     | 60     | +3    | 41  | HPI – CHN 5:2 CHN – HPI 2:2 |              |
| 7   | Chrobry Nowogrodziec              | 28 | 11 | 8 | 9  | 60     | 53     | +7    | 41  | HPI – CHN 5:2 CHN – HPI 2:2 |              |
| 8   | Victoria Jelenia Góra             | 28 | 11 | 7 | 10 | 50     | 45     | +5    | 40  |                             |              |
| 9   | Górnik Węgliniec                  | 28 | 9  | 3 | 16 | 71     | 96     | −25   | 30  | GWĘ – COS 5:2 COS – GWĘ 3:1 |              |
| 10  | Cosmos Radzimów                   | 28 | 9  | 3 | 16 | 37     | 60     | −23   | 30  | GWĘ – COS 5:2 COS – GWĘ 3:1 |              |
| 11  | Iskra Łagów                       | 28 | 9  | 2 | 17 | 41     | 77     | −36   | 29  |                             |              |
| 12  | Czarni Lwówek Śląski              | 28 | 7  | 7 | 14 | 44     | 61     | −17   | 28  |                             |              |
| 13  | Nysa Zgorzelec                    | 28 | 6  | 7 | 15 | 31     | 43     | −12   | 25  | ZGO – KOW 1:2 KOW – ZGO 1:3 |              |
| 14  | Olimpia Kowary                    | 28 | 7  | 4 | 17 | 36     | 70     | −34   | 25  | ZGO – KOW 1:2 KOW – ZGO 1:3 |              |
| 15  | Włókniarz Mirsk (S)               | 28 | 5  | 7 | 16 | 31     | 68     | −37   | 22  | Spadek do klasy A           |              |
| -   | Twardy Świętoszów1                | 0  | 0  | 0 | 0  | 0      | 0      | 0     | 0   | Drużyna wycofana            |              |

### Grupa Legnica

#### Drużyny
| Uczestnicy poprzedniej edycji                                                                                 | Uczestnicy poprzedniej edycji | Uczestnicy poprzedniej edycji | Uczestnicy poprzedniej edycji |
| --- | ----------------------------- | ----------------------------- | ----------------------------- |
| GÓR | Górnik Lubin                  | 3                             |                               |
| PRA | Płomień Radwanice             | 4                             |                               |
| SJE | Sokół Jerzmanowa              | 5                             |                               |
| PRP | Przyszłość Prusice            | 6                             |                               |
| ZSE | Zawisza Serby                 | 7                             |                               |
| KOC | Iskra Kochlice                | 8                             |                               |
| PRZ | Zamet Przemków                | 9                             |                               |
| ZKŁ | Zryw Kłębanowice              | 10                            |                               |
| GWB | Gwardia Białołęka             | 11                            |                               |
| Spadek z IV ligi 2020/2021                                                                                    |                               |                               |                               |
| grupa dolnośląska (zachód)                                                                                    |                               |                               |                               |
| KON | Konfeks Legnica               | 13                            |                               |
| SZC | Orkan Szczedrzykowice         | 141                           |                               |
| WĄS | Orla Wąsosz                   | 17                            |                               |
| LEP | KS Legnickie Pole             | 18                            |                               |
| Awans z klasy A 2020/2021                                                                                     |                               |                               |                               |
| grupa Legnica I                                                                                               |                               |                               |                               |
| LBU | LZS Buczyna                   | 1                             |                               |
| grupa Legnica II                                                                                              |                               |                               |                               |
| BKO | Błękitni Koskowice            | 1                             |                               |
| grupa Legnica III                                                                                             |                               |                               |                               |
| CZA | Czarni Rokitki                | 1                             |                               |
| Oznaczenia: - kolumna pierwsza – skróty nazw drużyn, - kolumna trzecia – miejsce zajęte w poprzednim sezonie. |                               |                               |                               |

Objaśnienia:
1. Orkan Szczedrzykowice wycofał się z rozgrywek po rundzie jesiennej.

#### Tabela
| Lp. | Drużyna                | M  | Z  | R | P  | Bramki | Bramki | Różn. | Pkt | Uwagi                       | Bezpośrednio |
| --- | ---------------------- | -- | -- | - | -- | ------ | ------ | ----- | --- | --------------------------- | ------------ |
| 1   | Iskra Kochlice (M) (A) | 30 | 28 | 1 | 1  | 129    | 25     | +104  | 85  | Awans do IV ligi            |              |
| 2   | Orla Wąsosz3           | 30 | 23 | 2 | 5  | 110    | 41     | +69   | 71  | Drużyna wycofana            |              |
| 3   | Sokół Jerzmanowa2 (A)  | 30 | 18 | 5 | 7  | 102    | 56     | +46   | 59  | Awans do IV ligi            |              |
| 4   | Zawisza Serby          | 30 | 18 | 4 | 8  | 84     | 49     | +35   | 58  |                             |              |
| 5   | Błękitni Koskowice     | 30 | 17 | 3 | 10 | 66     | 53     | +13   | 54  |                             |              |
| 6   | Czarni Rokitki         | 30 | 13 | 6 | 11 | 64     | 59     | +5    | 45  |                             |              |
| 7   | Konfeks Legnica        | 30 | 13 | 5 | 12 | 80     | 69     | +11   | 44  |                             |              |
| 8   | Zryw Kłębanowice       | 30 | 13 | 1 | 16 | 79     | 80     | −1    | 40  |                             |              |
| 9   | Górnik Lubin           | 30 | 12 | 3 | 15 | 74     | 68     | +6    | 39  |                             |              |
| 10  | KS Legnickie Pole      | 30 | 10 | 6 | 14 | 57     | 73     | −16   | 36  | LEP – PRA 1:1 PRA – LEP 1:2 |              |
| 11  | Płomień Radwanice      | 30 | 10 | 6 | 14 | 56     | 59     | −3    | 36  | LEP – PRA 1:1 PRA – LEP 1:2 |              |
| 12  | Gwardia Białołęka      | 30 | 9  | 5 | 16 | 46     | 67     | −21   | 32  |                             |              |
| 13  | Zamet Przemków (S)     | 30 | 10 | 1 | 19 | 46     | 69     | −23   | 31  | Spadek do klasy A           |              |
| 14  | LZS Buczyna (S)        | 30 | 8  | 1 | 21 | 54     | 129    | −75   | 25  | Spadek do klasy A           |              |
| 15  | Przyszłość Prusice4    | 30 | 3  | 2 | 25 | 37     | 162    | −125  | 11  | Drużyna wycofana            |              |
| 16  | Orkan Szczedrzykowice1 | 30 | 9  | 1 | 20 | 35     | 60     | −25   | 28  | Drużyna wycofana            |              |

### Grupa Wałbrzych

#### Drużyny
| Uczestnicy poprzedniej edycji                                                                                 | Uczestnicy poprzedniej edycji | Uczestnicy poprzedniej edycji | Uczestnicy poprzedniej edycji |
| --- | ----------------------------- | ----------------------------- | ----------------------------- |
| ZZA | Zjednoczeni Żarów             | 3                             |                               |
| ZKZ | Zamek Kamieniec Ząbkowicki    | 4                             |                               |
| SKA | Skałki Stolec                 | 5                             |                               |
| VIC | Victoria Świebodzice          | 6                             |                               |
| WNO | Wenus Nowice                  | 73                            |                               |
| KRY | Kryształ Stronie Śląskie      | 8                             |                               |
| GWI | Grom Witków                   | 9                             |                               |
| WŁÓ | Włókniarz Kudowa Zdrój        | 10                            |                               |
| JAW | Karolina Jaworzyna Śląska     | 132                           |                               |
| Spadek z IV ligi 2020/2021                                                                                    |                               |                               |                               |
| grupa dolnośląska (wschód)                                                                                    |                               |                               |                               |
| KŁO | Nysa Kłodzko                  | 14                            |                               |
| LBG | LKS Bystrzyca Górna           | 15                            |                               |
| PPI | Pogoń Pieszyce                | 19                            |                               |
| Awans z klasy A 2020/2021                                                                                     |                               |                               |                               |
| grupa Wałbrzych I                                                                                             |                               |                               |                               |
| GWB | Górnik Wałbrzych              | 1                             |                               |
| SZZ | MKS Szczawno Zdrój            | 21                            |                               |
| grupa Wałbrzych III                                                                                           |                               |                               |                               |
| PBK | Polonia Bystrzyca Kłodzka     | 1                             |                               |
| ATS | ATS Wojbórz                   | 21                            |                               |
| Oznaczenia: - kolumna pierwsza – skróty nazw drużyn, - kolumna trzecia – miejsce zajęte w poprzednim sezonie. |                               |                               |                               |

Objaśnienia:
1. Orzeł Lubawka i Unia Bardo (spadkowicze z IV ligi) zrezygnowali z gry w klasie okręgowej, w związku z czym dodatkowo awansowały MKS Szczawno Zdrój i ATS Wojbórz[4].
2. Karolina Jaworzyna Śląska połączyła się z Darborem Bolesławice (mistrz grupy II wałbrzyskiej klasy A) zajmując jego miejsce w klasie okręgowej[5].
3. Wenus Nowice wycofał się po rundzie jesiennej.

#### Tabela
| Lp. | Drużyna                         | M  | Z  | R  | P  | Bramki | Bramki | Różn. | Pkt | Uwagi                       | Bezpośrednio                |
| --- | ------------------------------- | -- | -- | -- | -- | ------ | ------ | ----- | --- | --------------------------- | --------------------------- |
| 1   | Górnik Wałbrzych (M) (A)        | 30 | 25 | 3  | 2  | 107    | 22     | +85   | 78  | Awans do IV ligi            |                             |
| 2   | Skałki Stolec (A)               | 30 | 21 | 3  | 6  | 67     | 47     | +20   | 66  | Awans do IV ligi            |                             |
| 3   | Zamek Kamieniec Ząbkowicki2 (A) | 30 | 20 | 3  | 7  | 86     | 38     | +48   | 63  | Awans do IV ligi            |                             |
| 4   | LKS Bystrzyca Górna             | 30 | 17 | 7  | 6  | 77     | 30     | +47   | 58  |                             |                             |
| 5   | Zjednoczeni Żarów               | 30 | 16 | 7  | 7  | 70     | 47     | +23   | 55  |                             |                             |
| 6   | Nysa Kłodzko                    | 30 | 16 | 2  | 12 | 73     | 59     | +14   | 50  |                             |                             |
| 7   | Włókniarz Kudowa Zdrój          | 30 | 13 | 5  | 12 | 62     | 58     | +4    | 44  | WŁÓ – PBK 4:1 PBK – WŁÓ 4:2 |                             |
| 8   | Polonia Bystrzyca Kłodzka       | 30 | 12 | 8  | 10 | 74     | 45     | +29   | 44  | WŁÓ – PBK 4:1 PBK – WŁÓ 4:2 |                             |
| 9   | Karolina Jaworzyna Śląska       | 30 | 10 | 10 | 10 | 47     | 47     | 0     | 40  |                             |                             |
| 10  | Kryształ Stronie Śląskie        | 30 | 11 | 4  | 15 | 51     | 71     | −20   | 37  |                             |                             |
| 11  | Victoria Świebodzice            | 30 | 10 | 5  | 15 | 43     | 67     | −24   | 35  |                             |                             |
| 12  | MKS Szczawno Zdrój3 (S)         | 30 | 10 | 4  | 16 | 49     | 79     | −30   | 34  | Spadek do klasy A           |                             |
| 13  | Pogoń Pieszyce3                 | 30 | 8  | 4  | 18 | 39     | 63     | −24   | 28  |                             |                             |
| 14  | ATS Wojbórz3 (S)                | 30 | 6  | 5  | 19 | 35     | 85     | −50   | 23  | Spadek do klasy A           | ATS – GWI 0:1 GWI – ATS 1:2 |
| 15  | Grom Witków3                    | 30 | 7  | 2  | 21 | 39     | 79     | −40   | 23  |                             | ATS – GWI 0:1 GWI – ATS 1:2 |
| 16  | Wenus Nowice1                   | 30 | 1  | 2  | 27 | 15     | 97     | −82   | 5   | Drużyna wycofana            |                             |

### Grupa Wrocław

#### Drużyny
| Uczestnicy poprzedniej edycji                                                                                 | Uczestnicy poprzedniej edycji | Uczestnicy poprzedniej edycji | Uczestnicy poprzedniej edycji |
| --- | ----------------------------- | ----------------------------- | ----------------------------- |
| PŚŚ | Polonia Środa Śląska          | 4                             |                               |
| WIW | Wiwa Goszcz                   | 5                             |                               |
| OPA | Orzeł Pawłowice               | 6                             |                               |
| ZEM | Zenit Międzybórz              | 7                             |                               |
| KOB | GKS Kobierzyce                | 8                             |                               |
| OMA | Orzeł Marszowice              | 9                             |                               |
| GSO | Galakticos Solna              | 10                            |                               |
| KSŻ | KS Żórawina                   | 11                            |                               |
| CJL | Czarni Jelcz-Laskowice        | 12                            |                               |
| Spadek z IV ligi 2020/2021                                                                                    |                               |                               |                               |
| grupa dolnośląska (wschód)                                                                                    |                               |                               |                               |
| MBR | Mechanik Brzezina             | 13                            |                               |
| OPR | Orzeł Prusice                 | 18                            |                               |
| Awans z klasy A 2020/2021                                                                                     |                               |                               |                               |
| grupa Wrocław I                                                                                               |                               |                               |                               |
| PBW | Polonia Bielany Wrocławskie   | 1                             |                               |
| ODL | Odra Lubiąż                   | 21                            |                               |
| grupa Wrocław II                                                                                              |                               |                               |                               |
| BŁY | Błysk Kuźniczysko             | 1                             |                               |
| grupa Wrocław III                                                                                             |                               |                               |                               |
| WRA | Wratislavia Wrocław           | 1                             |                               |
| grupa Wrocław IV                                                                                              |                               |                               |                               |
| RDO | Rapid Domaniów                | 1                             |                               |
| Oznaczenia: - kolumna pierwsza – skróty nazw drużyn, - kolumna trzecia – miejsce zajęte w poprzednim sezonie. |                               |                               |                               |

Objaśnienia:
1. W związku z dodatkowym awansem Pogoni Oleśnica do IV ligi, do klasy okręgowej awansowała Odra Lubiąż[8].

#### Tabela
| Lp. | Drużyna                     | M  | Z  | R | P  | Bramki | Bramki | Różn. | Pkt | Uwagi                       | Bezpośrednio                |
| --- | --------------------------- | -- | -- | - | -- | ------ | ------ | ----- | --- | --------------------------- | --------------------------- |
| 1   | Galakticos Solna (M) (A)    | 30 | 25 | 3 | 2  | 106    | 28     | +78   | 78  | Awans do IV ligi            |                             |
| 2   | Polonia Środa Śląska (A)    | 30 | 18 | 4 | 8  | 74     | 40     | +34   | 58  | Awans do IV ligi            |                             |
| 3   | Orzeł Pawłowice             | 30 | 18 | 3 | 9  | 67     | 43     | +24   | 57  |                             |                             |
| 4   | Zenit Międzybórz            | 30 | 18 | 2 | 10 | 64     | 37     | +27   | 56  |                             |                             |
| 5   | Orzeł Marszowice            | 30 | 16 | 4 | 10 | 67     | 58     | +9    | 52  |                             |                             |
| 6   | Polonia Bielany Wrocławskie | 30 | 13 | 7 | 10 | 77     | 52     | +25   | 46  | PBW – BŁY 3:1 BŁY – PBW 2:2 |                             |
| 7   | Błysk Kuźniczysko           | 30 | 14 | 4 | 12 | 78     | 61     | +17   | 46  | PBW – BŁY 3:1 BŁY – PBW 2:2 |                             |
| 8   | Wratislavia Wrocław         | 30 | 13 | 5 | 12 | 77     | 54     | +23   | 44  | WRA – KOB 2:5 KOB – WRA 0:4 |                             |
| 9   | GKS Kobierzyce              | 30 | 13 | 5 | 12 | 70     | 65     | +5    | 44  | WRA – KOB 2:5 KOB – WRA 0:4 |                             |
| 10  | Odra Lubiąż (S)             | 30 | 13 | 4 | 13 | 69     | 53     | +16   | 43  | Spadek do klasy A           |                             |
| 11  | Czarni Jelcz-Laskowice (S)  | 30 | 12 | 5 | 13 | 68     | 80     | −12   | 41  | Spadek do klasy A           |                             |
| 12  | Wiwa Goszcz (S)             | 30 | 11 | 6 | 13 | 70     | 75     | −5    | 39  | Spadek do klasy A           |                             |
| 13  | Orzeł Prusice (S)           | 30 | 11 | 2 | 17 | 46     | 86     | −40   | 35  | Spadek do klasy A           |                             |
| 14  | KS Żórawina (S)             | 30 | 8  | 7 | 15 | 50     | 63     | −13   | 31  | Spadek do klasy A           |                             |
| 15  | Mechanik Brzezina1          | 30 | 2  | 3 | 25 | 29     | 139    | −110  | 9   | Drużyna wycofana            | MBR – RDO 1:1 RDO – MBR 1:3 |
| 16  | Rapid Domaniów (S)          | 30 | 2  | 3 | 25 | 19     | 107    | −88   | 9   | Spadek do klasy A           | MBR – RDO 1:1 RDO – MBR 1:3 |

## Województwo kujawsko-pomorskie

### Grupa kujawsko-pomorska I

#### Drużyny
| Uczestnicy poprzedniej edycji                                                                                 | Uczestnicy poprzedniej edycji | Uczestnicy poprzedniej edycji | Uczestnicy poprzedniej edycji |
| --- | ----------------------------- | ----------------------------- | ----------------------------- |
| PSE | Pomorzanin Serock             | 21                            |                               |
| MUS | Mustang Ostaszewo             | 3                             |                               |
| STW | Start Warlubie                | 4                             |                               |
| VIC | Victoria Czernikowo           | 5                             |                               |
| VKO | Victoria Koronowo             | 6                             |                               |
| PBD | Polonia Bydgoszcz             | 7                             |                               |
| SRA | Sokół Radomin                 | 8                             |                               |
| WWA | Wojownik Wabcz                | 9                             |                               |
| EL2 | Elana II Toruń                | 10                            |                               |
| KOP | Promień Kowalewo Pomorskie    | 11                            |                               |
| OG2 | Olimpia II Grudziądz          | 12                            |                               |
| UNW | Unia Wąbrzeźno                | 13                            |                               |
| SKR | Krajna Sępólno Krajeńskie     | 14                            |                               |
| Awans z klasy A 2020/2021                                                                                     |                               |                               |                               |
| grupa Bydgoszcz I                                                                                             |                               |                               |                               |
| LDC | LKS Dąbrowa Chełmińska        | 1                             |                               |
| RAR | Rawys Raciąż                  | 2                             |                               |
| grupa Toruń                                                                                                   |                               |                               |                               |
| VLI | Victoria Lisewo               | 1                             |                               |
| Oznaczenia: - kolumna pierwsza – skróty nazw drużyn, - kolumna trzecia – miejsce zajęte w poprzednim sezonie. |                               |                               |                               |

Objaśnienia:
1. Pomorzanin Serock przegrał baraże o awans do IV ligi ze Startem Pruszcz.
2. Rawys Raciąż wygrał baraże o awans do klasy okręgowej z Błękitnymi Podwiesk.

#### Tabela
| Lp. | Drużyna                    | M  | Z  | R | P  | Bramki | Bramki | Różn. | Pkt | Uwagi                                                          | Bezpośrednio |
| --- | -------------------------- | -- | -- | - | -- | ------ | ------ | ----- | --- | -------------------------------------------------------------- | ------------ |
| 1   | Elana II Toruń (M) (A)     | 30 | 23 | 4 | 3  | 85     | 16     | +69   | 73  | Awans do IV ligi                                               |              |
| 2   | Pomorzanin Serock (A)      | 30 | 20 | 7 | 3  | 55     | 18     | +37   | 67  | Awans do IV ligi                                               |              |
| 3   | Polonia Bydgoszcz          | 30 | 18 | 9 | 3  | 65     | 18     | +47   | 63  |                                                                |              |
| 4   | Olimpia II Grudziądz       | 30 | 16 | 5 | 9  | 82     | 40     | +42   | 53  |                                                                |              |
| 5   | Victoria Czernikowo        | 30 | 15 | 4 | 11 | 57     | 49     | +8    | 49  |                                                                |              |
| 6   | LKS Dąbrowa Chełmińska     | 30 | 14 | 5 | 11 | 53     | 39     | +14   | 47  |                                                                |              |
| 7   | Rawys Raciąż               | 30 | 13 | 3 | 14 | 54     | 58     | −4    | 42  |                                                                |              |
| 8   | Start Warlubie             | 30 | 13 | 2 | 15 | 55     | 69     | −14   | 41  | STW: 9 pkt, różn. +5 MUS: 4 pkt, różn. -2 SRA: 4 pkt, różn. -3 |              |
| 9   | Mustang Ostaszewo          | 30 | 12 | 5 | 13 | 45     | 54     | −9    | 41  | STW: 9 pkt, różn. +5 MUS: 4 pkt, różn. -2 SRA: 4 pkt, różn. -3 |              |
| 10  | Sokół Radomin              | 30 | 11 | 8 | 11 | 61     | 75     | −14   | 41  | STW: 9 pkt, różn. +5 MUS: 4 pkt, różn. -2 SRA: 4 pkt, różn. -3 |              |
| 11  | Krajna Sępólno Krajeńskie  | 30 | 9  | 4 | 17 | 45     | 57     | −12   | 31  |                                                                |              |
| 12  | Victoria Lisewo            | 30 | 8  | 6 | 16 | 47     | 72     | −25   | 30  |                                                                |              |
| 13  | Unia Wąbrzeźno             | 30 | 8  | 4 | 18 | 41     | 70     | −29   | 28  |                                                                |              |
| 14  | Promień Kowalewo Pomorskie | 30 | 8  | 3 | 19 | 36     | 83     | −47   | 27  |                                                                |              |
| 15  | Victoria Koronowo (S)      | 30 | 7  | 4 | 19 | 43     | 65     | −22   | 25  | Spadek do klasy A                                              |              |
| 16  | Wojownik Wabcz (S)         | 30 | 4  | 9 | 17 | 33     | 74     | −41   | 21  | Spadek do klasy A                                              |              |

### Grupa kujawsko-pomorska II

#### Drużyny
| Uczestnicy poprzedniej edycji                                                                                 | Uczestnicy poprzedniej edycji | Uczestnicy poprzedniej edycji | Uczestnicy poprzedniej edycji |
| --- | ----------------------------- | ----------------------------- | ----------------------------- |
| ŁBK | Łokietek Brześć Kujawski      | 21                            |                               |
| ZDR | Zdrój Ciechocinek             | 3                             |                               |
| NŁA | Noteć Łabiszyn                | 4                             |                               |
| KRU | Gopło Kruszwica               | 5                             |                               |
| LIP | Mień Lipno                    | 6                             |                               |
| GBA | GKS Baruchowo                 | 7                             |                               |
| LLK | Lubienianka Lubień Kujawski   | 8                             |                               |
| WDW | Wisła Dobrzyń nad Wisłą       | 9                             |                               |
| TŁU | Tłuchovia Tłuchowo            | 10                            |                               |
| LUB | LTP Lubanie                   | 11                            |                               |
| PKO | Piast Kołodziejewo            | 12                            |                               |
| PG2 | Pogoń II Mogilno              | 13                            |                               |
| Spadek z IV ligi 2020/2021                                                                                    |                               |                               |                               |
| grupa kujawsko-pomorska                                                                                       |                               |                               |                               |
| KOW | Kujawiak Kowal                | 18                            |                               |
| Awans z klasy A 2020/2021                                                                                     |                               |                               |                               |
| grupa Bydgoszcz II                                                                                            |                               |                               |                               |
| NIN | Noteć Inowrocław              | 13                            |                               |
| grupa Włocławek                                                                                               |                               |                               |                               |
| KKR | Kujawiak Kruszyn              | 1                             |                               |
| WAG | Sadownik Waganiec             | 2                             |                               |
| Oznaczenia: - kolumna pierwsza – skróty nazw drużyn, - kolumna trzecia – miejsce zajęte w poprzednim sezonie. |                               |                               |                               |

Objaśnienia:
1. Łokietek Brześć Kujawski przegrał baraże o awans do IV ligi z Orlętami Aleksandrów Kujawski.
2. Sadownik Waganiec wygrał baraże o awans do klasy okręgowej z Pałuczanką Żnin.
3. Noteć Inowrocław wycofał się po rundzie jesiennej.

#### Tabela
| Lp. | Drużyna                     | M  | Z  | R | P  | Bramki | Bramki | Różn. | Pkt | Uwagi                       | Bezpośrednio |
| --- | --------------------------- | -- | -- | - | -- | ------ | ------ | ----- | --- | --------------------------- | ------------ |
| 1   | Tłuchovia Tłuchowo (M) (A)  | 30 | 25 | 3 | 2  | 119    | 33     | +86   | 78  | Awans do IV ligi            |              |
| 2   | Noteć Łabiszyn (A)          | 30 | 22 | 4 | 4  | 98     | 34     | +64   | 70  | Awans do IV ligi            |              |
| 3   | Łokietek Brześć Kujawski    | 30 | 19 | 6 | 5  | 80     | 34     | +46   | 63  |                             |              |
| 4   | Kujawiak Kowal              | 30 | 18 | 3 | 9  | 79     | 44     | +35   | 57  |                             |              |
| 5   | Kujawiak Kruszyn            | 30 | 16 | 2 | 12 | 63     | 73     | −10   | 50  |                             |              |
| 6   | Piast Kołodziejewo          | 30 | 14 | 4 | 12 | 67     | 62     | +5    | 46  |                             |              |
| 7   | Gopło Kruszwica             | 30 | 11 | 9 | 10 | 53     | 43     | +10   | 42  |                             |              |
| 8   | GKS Baruchowo               | 30 | 12 | 3 | 15 | 50     | 62     | −12   | 39  | GBA – WDW 3:0 WDW – GBA 1:5 |              |
| 9   | Wisła Dobrzyń nad Wisłą     | 30 | 12 | 3 | 15 | 63     | 67     | −4    | 39  | GBA – WDW 3:0 WDW – GBA 1:5 |              |
| 10  | Lubienianka Lubień Kujawski | 30 | 11 | 4 | 15 | 64     | 73     | −9    | 37  |                             |              |
| 11  | Zdrój Ciechocinek           | 30 | 10 | 6 | 14 | 42     | 61     | −19   | 36  |                             |              |
| 12  | LTP Lubanie                 | 30 | 9  | 6 | 15 | 54     | 82     | −28   | 33  |                             |              |
| 13  | Sadownik Waganiec           | 30 | 8  | 4 | 18 | 40     | 70     | −30   | 28  |                             |              |
| 14  | Mień Lipno (S)              | 30 | 8  | 3 | 19 | 42     | 80     | −38   | 27  | Spadek do klasy A           |              |
| 15  | Pogoń II Mogilno (S)        | 30 | 7  | 5 | 18 | 40     | 78     | −38   | 26  | Spadek do klasy A           |              |
| 16  | Noteć Inowrocław1           | 30 | 5  | 1 | 24 | 23     | 81     | −58   | 16  | Drużyna wycofana            |              |

## Województwo lubelskie

### Grupa Biała Podlaska

#### Drużyny
| Uczestnicy poprzedniej edycji                                                                                 | Uczestnicy poprzedniej edycji | Uczestnicy poprzedniej edycji | Uczestnicy poprzedniej edycji |
| --- | ----------------------------- | ----------------------------- | ----------------------------- |
| UŻA | Unia Żabików                  | 1                             |                               |
| KAK | Grom Kąkolewnica              | 21                            |                               |
| BBZ | Bad Boys Zastawie             | 31                            |                               |
| ŁŁA | ŁKS Łazy                      | 4                             |                               |
| MIL | LKS Milanów                   | 5                             |                               |
| LDO | LZS Dobryń                    | 6                             |                               |
| OCZ | Orzeł Czemierniki             | 7                             |                               |
| KRZ | Unia Krzywda                  | 8                             |                               |
| SAD | Sokół Adamów                  | 9                             |                               |
| TYT | Tytan Wisznice                | 10                            |                               |
| KSA | Kujawiak Stanin               | 11                            |                               |
| GTE | Granica Terespol              | 12                            |                               |
| ATH | Ar-Tig Huta Dąbrowa           | 142                           |                               |
| Spadek z IV ligi 2020/2021                                                                                    |                               |                               |                               |
| grupa lubelska                                                                                                |                               |                               |                               |
| BIZ | Bizon Jeleniec                | 21                            |                               |
| Awans z klasy A 2020/2021                                                                                     |                               |                               |                               |
| grupa Biała Podlaska I                                                                                        |                               |                               |                               |
| ABK | Az-Bud Komarówka Podlaska     | 1                             |                               |
| grupa Biała Podlaska II                                                                                       |                               |                               |                               |
| MRP | Młodzieżówka Radzyń Podlaski  | 1                             |                               |
| Oznaczenia: - kolumna pierwsza – skróty nazw drużyn, - kolumna trzecia – miejsce zajęte w poprzednim sezonie. |                               |                               |                               |

Objaśnienia:
1. Unia Żabików zrezygnował z awansu, a Grom Kąkolewnica i Bad Boys Zastawie zrezygnowały z zajęcia zwolnionego miejsca[9].
2. Bór Dąbie zrezygnował z gry w klasie okręgowej, w związku z czym utrzymał się Ar-Tig Huta Dąbrowa.

#### Tabela
| Lp. | Drużyna                      | M  | Z  | R | P  | Bramki | Bramki | Różn. | Pkt | Uwagi                       | Bezpośrednio |
| --- | ---------------------------- | -- | -- | - | -- | ------ | ------ | ----- | --- | --------------------------- | ------------ |
| 1   | Grom Kąkolewnica1 (M)        | 30 | 22 | 5 | 3  | 88     | 24     | +64   | 71  |                             |              |
| 2   | ŁKS Łazy1                    | 30 | 20 | 2 | 8  | 91     | 53     | +38   | 62  |                             |              |
| 3   | LZS Dobryń1                  | 30 | 17 | 5 | 8  | 72     | 41     | +31   | 56  |                             |              |
| 4   | Az-Bud Komarówka Podlaska    | 30 | 16 | 6 | 8  | 62     | 30     | +32   | 54  | ABK – KRZ 0:0 KRZ – ABK 1:1 |              |
| 5   | Unia Krzywda                 | 30 | 15 | 9 | 6  | 65     | 32     | +33   | 54  | ABK – KRZ 0:0 KRZ – ABK 1:1 |              |
| 6   | Unia Żabików                 | 30 | 15 | 6 | 9  | 52     | 38     | +14   | 51  |                             |              |
| 7   | Sokół Adamów                 | 30 | 14 | 4 | 12 | 57     | 47     | +10   | 46  |                             |              |
| 8   | Bad Boys Zastawie            | 30 | 12 | 5 | 13 | 61     | 70     | −9    | 41  | BBZ – KSA 3:1 KSA – BBZ 2:3 |              |
| 9   | Kujawiak Stanin              | 30 | 12 | 5 | 13 | 50     | 50     | 0     | 41  | BBZ – KSA 3:1 KSA – BBZ 2:3 |              |
| 10  | LKS Milanów                  | 30 | 12 | 4 | 14 | 68     | 84     | −16   | 40  |                             |              |
| 11  | Tytan Wisznice               | 30 | 10 | 5 | 15 | 53     | 85     | −32   | 35  |                             |              |
| 12  | Orzeł Czemierniki            | 30 | 9  | 6 | 15 | 38     | 58     | −20   | 33  |                             |              |
| 13  | Młodzieżówka Radzyń Podlaski | 30 | 9  | 5 | 16 | 45     | 61     | −16   | 32  |                             |              |
| 14  | Bizon Jeleniec (S)           | 30 | 8  | 5 | 17 | 39     | 72     | −33   | 29  | Spadek do klasy A           |              |
| 15  | Granica Terespol (S)         | 30 | 6  | 5 | 19 | 54     | 78     | −24   | 23  | Spadek do klasy A           |              |
| 16  | Ar-Tig Huta Dąbrowa (S)      | 30 | 2  | 5 | 23 | 35     | 107    | −72   | 11  | Spadek do klasy A           |              |

### Grupa Chełm

#### Drużyny
| Uczestnicy poprzedniej edycji                                                                                 | Uczestnicy poprzedniej edycji | Uczestnicy poprzedniej edycji | Uczestnicy poprzedniej edycji |
| --- | ----------------------------- | ----------------------------- | ----------------------------- |
| ŻÓŁ | Hetman Żółkiewka              | 2                             |                               |
| OGW | Ogniwo Wierzbica              | 3                             |                               |
| DOR | Granica Dorohusk              | 4                             |                               |
| ORS | Orzeł Srebrzyszcze            | 5                             |                               |
| RIZ | Ruch Izbica                   | 6                             |                               |
| SPS | Spółdzielca Siedliszcze       | 7                             |                               |
| FRA | Frassati Fajsławice           | 8                             |                               |
| BHA | Bug Hanna                     | 9                             |                               |
| URE | Unia Rejowiec                 | 10                            |                               |
| ZSR | Znicz Siennica Różana         | 11                            |                               |
| SPA | Start Pawłów                  | 12                            |                               |
| ASU | Agros Suchawa                 | 13                            |                               |
| Spadek z IV ligi 2020/2021                                                                                    |                               |                               |                               |
| grupa lubelska                                                                                                |                               |                               |                               |
| UBI | Unia Białopole                | 23                            |                               |
| Awans z klasy A 2020/2021                                                                                     |                               |                               |                               |
| grupa Chełm                                                                                                   |                               |                               |                               |
| HDU | Hutnik Dubeczno               | 31                            |                               |
| Oznaczenia: - kolumna pierwsza – skróty nazw drużyn, - kolumna trzecia – miejsce zajęte w poprzednim sezonie. |                               |                               |                               |

Objaśnienia:
1. Ze względu na brak licencji dla mistrza chełmskiej klasy A GKS Pławanice/Kamień oraz rezygnacji z awansu Hutnika Ruda-Huta, awans do klasy okręgowej uzyskał Hutnik Dubeczno[11].

#### Tabela
| Lp. | Drużyna                 | M  | Z  | R | P  | Bramki | Bramki | Różn. | Pkt | Uwagi             | Bezpośrednio |
| --- | ----------------------- | -- | -- | - | -- | ------ | ------ | ----- | --- | ----------------- | ------------ |
| 1   | Bug Hanna (M) (A)       | 26 | 19 | 5 | 2  | 88     | 32     | +56   | 62  | Awans do IV ligi  |              |
| 2   | Ogniwo Wierzbica        | 26 | 18 | 5 | 3  | 91     | 26     | +65   | 59  |                   |              |
| 3   | Ruch Izbica             | 26 | 19 | 0 | 7  | 80     | 34     | +46   | 57  |                   |              |
| 4   | Unia Rejowiec           | 26 | 18 | 2 | 6  | 81     | 38     | +43   | 56  |                   |              |
| 5   | Hetman Żółkiewka        | 26 | 15 | 1 | 10 | 71     | 47     | +24   | 46  |                   |              |
| 6   | Spółdzielca Siedliszcze | 26 | 13 | 3 | 10 | 47     | 44     | +3    | 42  |                   |              |
| 7   | Frassati Fajsławice     | 26 | 13 | 2 | 11 | 68     | 56     | +12   | 41  |                   |              |
| 8   | Unia Białopole          | 26 | 10 | 5 | 11 | 73     | 51     | +22   | 35  |                   |              |
| 9   | Granica Dorohusk        | 26 | 9  | 4 | 13 | 49     | 49     | 0     | 31  |                   |              |
| 10  | Agros Suchawa1          | 26 | 8  | 6 | 12 | 50     | 60     | −10   | 30  | Drużyna wycofana  |              |
| 11  | Znicz Siennica Różana   | 26 | 8  | 4 | 14 | 44     | 83     | −39   | 28  |                   |              |
| 12  | Orzeł Srebrzyszcze1     | 26 | 7  | 3 | 16 | 42     | 59     | −17   | 24  |                   |              |
| 13  | Start Pawłów (S)        | 26 | 2  | 1 | 23 | 26     | 159    | −133  | 7   | Spadek do klasy A |              |
| 14  | Hutnik Dubeczno (S)     | 26 | 1  | 3 | 22 | 19     | 91     | −72   | 6   | Spadek do klasy A |              |

### Grupa Lublin

#### Drużyny
| Uczestnicy poprzedniej edycji                                                                                 | Uczestnicy poprzedniej edycji | Uczestnicy poprzedniej edycji | Uczestnicy poprzedniej edycji |
| --- | ----------------------------- | ----------------------------- | ----------------------------- |
| NIE | Orion Niedrzwica Duża         | 2                             |                               |
| JAL | Janowianka Janów Lubelski     | 3                             |                               |
| STA | Stal Poniatowa                | 4                             |                               |
| AV2 | Avia II Świdnik               | 5                             |                               |
| SKO | Sokół Konopnica               | 6                             |                               |
| KOC | Polesie Kock                  | 7                             |                               |
| WP2 | Wisła II Puławy               | 8                             |                               |
| GKU | Garbarnia Kurów               | 9                             |                               |
| PPI | Piaskovia Piaski              | 10                            |                               |
| UBE | Unia Bełżyce                  | 11                            |                               |
| LST | LKS Stróża                    | 12                            |                               |
| RYK | MKS Ryki                      | 13                            |                               |
| Awans z klasy A 2020/2021                                                                                     |                               |                               |                               |
| grupa Lublin I                                                                                                |                               |                               |                               |
| WAN | Wisła Annopol                 | 1                             |                               |
| SYG | Sygnał Lublin                 | 21                            |                               |
| grupa Lublin II                                                                                               |                               |                               |                               |
| KSD | KS Drzewce                    | 1                             |                               |
| grupa Lublin III                                                                                              |                               |                               |                               |
| BCY | Błękit Cyców                  | 1                             |                               |
| Oznaczenia: - kolumna pierwsza – skróty nazw drużyn, - kolumna trzecia – miejsce zajęte w poprzednim sezonie. |                               |                               |                               |

Objaśnienia:
1. Sygnał Lublin wygrał baraże o awans do klasy okręgowej z Żyrzyniakiem Żyrzyn.

#### Tabela
| Lp. | Drużyna                   | M  | Z  | R | P  | Bramki | Bramki | Różn. | Pkt      | Uwagi                       | Bezpośrednio                |
| --- | ------------------------- | -- | -- | - | -- | ------ | ------ | ----- | -------- | --------------------------- | --------------------------- |
| 1   | Stal Poniatowa (M) (A)    | 30 | 29 | 0 | 1  | 110    | 23     | +87   | 87       | Awans do IV ligi            |                             |
| 2   | KS Drzewce                | 30 | 22 | 4 | 4  | 112    | 31     | +81   | 70       |                             | KSD – JAL 2:1 JAL – KSD 0:0 |
| 3   | Janowianka Janów Lubelski | 30 | 22 | 4 | 4  | 116    | 34     | +82   | 70       |                             | KSD – JAL 2:1 JAL – KSD 0:0 |
| 4   | Piaskovia Piaski1         | 30 | 16 | 2 | 12 | 52     | 53     | −1    | 50       | Drużyna wycofana            |                             |
| 5   | Sygnał Lublin             | 30 | 16 | 1 | 13 | 67     | 60     | +7    | 49       |                             |                             |
| 6   | Orion Niedrzwica Duża     | 30 | 14 | 3 | 13 | 60     | 59     | +1    | 45       |                             |                             |
| 7   | Unia Bełżyce              | 30 | 11 | 7 | 12 | 57     | 72     | −15   | 40       |                             |                             |
| 8   | Polesie Kock              | 30 | 12 | 3 | 15 | 59     | 63     | −4    | 39       |                             |                             |
| 9   | MKS Ryki                  | 30 | 12 | 2 | 16 | 54     | 68     | −14   | 38       | RYK – AV2 0:1 AV2 – RYK 0:4 |                             |
| 10  | Avia II Świdnik           | 30 | 12 | 2 | 16 | 66     | 76     | −10   | 38       | RYK – AV2 0:1 AV2 – RYK 0:4 |                             |
| 11  | Sokół Konopnica           | 30 | 10 | 6 | 14 | 53     | 67     | −14   | 36       |                             |                             |
| 12  | Wisła II Puławy           | 30 | 10 | 4 | 16 | 77     | 98     | −21   | 34       |                             |                             |
| 13  | LKS Stróża                | 30 | 9  | 5 | 16 | 52     | 69     | −17   | 32       |                             |                             |
| 14  | Garbarnia Kurów1 (S)      | 30 | 8  | 3 | 19 | 43     | 93     | −50   | 27       | Spadek do klasy A           |                             |
| 15  | Wisła Annopol1 (S)        | 30 | 6  | 2 | 22 | 41     | 107    | −66   | 20       | Spadek do klasy A           | WAN – BCY 3:1 BCY – WAN 3:2 |
| 16  | Błękit Cyców1             | 30 | 6  | 2 | 22 | 46     | 92     | −46   | 20\|\|\| |                             | WAN – BCY 3:1 BCY – WAN 3:2 |

### Grupa Zamość

#### Drużyny
| Uczestnicy poprzedniej edycji                                                                                 | Uczestnicy poprzedniej edycji | Uczestnicy poprzedniej edycji | Uczestnicy poprzedniej edycji |
| --- | ----------------------------- | ----------------------------- | ----------------------------- |
| TMS | Tanew Majdan Stary            | 1                             |                               |
| STZ | Omega Stary Zamość            | 3                             |                               |
| KŁA | Korona Łaszczów               | 4                             |                               |
| BOB | Błękitni Obsza                | 5                             |                               |
| PŁA | Pogoń 96 Łaszczówka           | 6                             |                               |
| OMI | Olimpia Miączyn               | 7                             |                               |
| RSZ | Roztocze Szczebrzeszyn        | 8                             |                               |
| OLT | Olimpiakos Tarnogród          | 9                             |                               |
| GLK | Granica Lubycza Królewska     | 10                            |                               |
| VŁU | Victoria Łukowa               | 11                            |                               |
| MGO | Metalowiec Goraj              | 12                            |                               |
| TUT | Tur Turobin                   | 13                            |                               |
| Spadek z IV ligi 2020/2021                                                                                    |                               |                               |                               |
| grupa lubelska                                                                                                |                               |                               |                               |
| BIŁ | Łada 1945 Biłgoraj            | 22                            |                               |
| Awans z klasy A 2020/2021                                                                                     |                               |                               |                               |
| grupa Zamość                                                                                                  |                               |                               |                               |
| WFR | Włókniarz Frampol             | 1                             |                               |
| AMI | Andoria Mircze                | 2                             |                               |
| SŁN | Sparta Łabunie                | 3                             |                               |
| Oznaczenia: - kolumna pierwsza – skróty nazw drużyn, - kolumna trzecia – miejsce zajęte w poprzednim sezonie. |                               |                               |                               |

Objaśnienia:
1. Tanew Majdan Stary zrezygnował z awansu do IV ligi, w związku z czym awansował Igros Krasnobród[14].

#### Tabela
| Lp. | Drużyna                    | M  | Z  | R | P  | Bramki | Bramki | Różn. | Pkt | Uwagi                       | Bezpośrednio      |
| --- | -------------------------- | -- | -- | - | -- | ------ | ------ | ----- | --- | --------------------------- | ----------------- |
| 1   | Błękitni Obsza (M) (A)     | 30 | 21 | 7 | 2  | 57     | 18     | +39   | 70  | Awans do IV ligi            |                   |
| 2   | Omega Stary Zamość         | 30 | 21 | 5 | 4  | 86     | 34     | +52   | 68  |                             |                   |
| 3   | Łada 1945 Biłgoraj         | 30 | 19 | 7 | 4  | 76     | 35     | +41   | 64  |                             |                   |
| 4   | Tanew Majdan Stary         | 30 | 18 | 7 | 5  | 78     | 33     | +45   | 61  |                             |                   |
| 5   | Olimpia Miączyn            | 30 | 17 | 2 | 11 | 65     | 48     | +17   | 53  |                             |                   |
| 6   | Pogoń 96 Łaszczówka        | 30 | 11 | 8 | 11 | 56     | 50     | +6    | 41  |                             |                   |
| 7   | Olimpiakos Tarnogród       | 30 | 11 | 7 | 12 | 38     | 49     | −11   | 40  | OLT – KŁA 3:1 KŁA – OLT 0:3 |                   |
| 8   | Korona Łaszczów            | 30 | 12 | 4 | 14 | 54     | 54     | 0     | 40  | OLT – KŁA 3:1 KŁA – OLT 0:3 |                   |
| 9   | Granica Lubycza Królewska  | 30 | 10 | 6 | 14 | 46     | 52     | −6    | 36  | GLK – WFR 3:0 WFR – GLK 2:1 |                   |
| 10  | Włókniarz Frampol          | 30 | 9  | 9 | 12 | 42     | 67     | −25   | 36  | GLK – WFR 3:0 WFR – GLK 2:1 |                   |
| 11  | Victoria Łukowa            | 30 | 10 | 5 | 15 | 55     | 55     | 0     | 35  | VŁU – AMI 4:2 AMI – VŁU 1:1 |                   |
| 12  | Andoria Mircze (S)         | 30 | 10 | 5 | 15 | 46     | 53     | −7    | 35  | VŁU – AMI 4:2 AMI – VŁU 1:1 | Spadek do klasy A |
| 13  | Metalowiec Goraj (S)       | 30 | 9  | 4 | 17 | 33     | 51     | −18   | 31  |                             | Spadek do klasy A |
| 14  | Roztocze Szczebrzeszyn (S) | 30 | 8  | 4 | 18 | 32     | 55     | −23   | 28  |                             | Spadek do klasy A |
| 15  | Sparta Łabunie (S)         | 30 | 8  | 2 | 20 | 42     | 88     | −46   | 26  |                             | Spadek do klasy A |
| 16  | Tur Turobin1               | 30 | 3  | 4 | 23 | 26     | 90     | −64   | 13  | Drużyna wycofana            |                   |

## Województwo lubuskie

### Grupa Gorzów Wielkopolski

#### Drużyny
| Uczestnicy poprzedniej edycji                                                                                 | Uczestnicy poprzedniej edycji | Uczestnicy poprzedniej edycji | Uczestnicy poprzedniej edycji |
| --- | ----------------------------- | ----------------------------- | ----------------------------- |
| DRE | Lubuszanin Drezdenko          | 3                             |                               |
| PKN | Piast Karnin                  | 4                             |                               |
| WAS | Warta Słońsk                  | 5                             |                               |
| GW2 | Warta II Gorzów Wielkopolski  | 6                             |                               |
| SDE | Spartak Deszczno              | 7                             |                               |
| RRÓ | Róża Różanki                  | 8                             |                               |
| GKP | GKP Pszczew                   | 9                             |                               |
| PLW | Polonia Lipki Wielkie         | 10                            |                               |
| OMR | Orzeł Międzyrzecz             | 11                            |                               |
| TOR | Toroma Torzym                 | 12                            |                               |
| RDR | Radowiak Drezdenko            | 13                            |                               |
| Spadek z IV ligi 2020/2021                                                                                    |                               |                               |                               |
| grupa lubuska                                                                                                 |                               |                               |                               |
| SKW | Pogoń Skwierzyna              | 17                            |                               |
| SSU | Stal Sulęcin                  | 19                            |                               |
| Awans z klasy A 2020/2021                                                                                     |                               |                               |                               |
| grupa Gorzów Wielkopolski I                                                                                   |                               |                               |                               |
| K78 | Kosmos 78 Rudnica             | 1                             |                               |
| grupa Gorzów Wielkopolski II                                                                                  |                               |                               |                               |
| ZLW | Zieloni Lubiechnia Wielka     | 1                             |                               |
| grupa Gorzów Wielkopolski III                                                                                 |                               |                               |                               |
| GBL | GKS Bledzew                   | 1                             |                               |
| Oznaczenia: - kolumna pierwsza – skróty nazw drużyn, - kolumna trzecia – miejsce zajęte w poprzednim sezonie. |                               |                               |                               |

#### Tabela
| Lp. | Drużyna                      | M  | Z  | R | P  | Bramki | Bramki | Różn. | Pkt | Uwagi                       | Bezpośrednio |
| --- | ---------------------------- | -- | -- | - | -- | ------ | ------ | ----- | --- | --------------------------- | ------------ |
| 1   | Lubuszanin Drezdenko (M) (A) | 30 | 27 | 1 | 2  | 145    | 25     | +120  | 82  | Awans do IV ligi            |              |
| 2   | Pogoń Skwierzyna (A)         | 30 | 25 | 2 | 3  | 134    | 25     | +109  | 77  | Awans do IV ligi            |              |
| 3   | Spartak Deszczno             | 30 | 24 | 2 | 4  | 107    | 46     | +61   | 74  |                             |              |
| 4   | Róża Różanki                 | 30 | 15 | 7 | 8  | 79     | 61     | +18   | 52  |                             |              |
| 5   | Warta Słońsk                 | 30 | 16 | 3 | 11 | 107    | 58     | +49   | 51  |                             |              |
| 6   | Stal Sulęcin                 | 30 | 12 | 5 | 13 | 63     | 58     | +5    | 41  | SSU – TOR 1:0 TOR – SSU 0:5 |              |
| 7   | Toroma Torzym                | 30 | 12 | 5 | 13 | 53     | 73     | −20   | 41  | SSU – TOR 1:0 TOR – SSU 0:5 |              |
| 8   | Kosmos 78 Rudnica            | 30 | 11 | 7 | 12 | 69     | 90     | −21   | 40  |                             |              |
| 9   | Warta II Gorzów Wielkopolski | 30 | 12 | 3 | 15 | 100    | 86     | +14   | 39  |                             |              |
| 10  | Piast Karnin                 | 30 | 10 | 6 | 14 | 51     | 76     | −25   | 36  | PKN – GKP 4:2 GKP – PKN 4:4 |              |
| 11  | GKP Pszczew                  | 30 | 10 | 6 | 14 | 59     | 81     | −22   | 36  | PKN – GKP 4:2 GKP – PKN 4:4 |              |
| 12  | Radowiak Drezdenko           | 30 | 9  | 7 | 14 | 43     | 60     | −17   | 34  |                             |              |
| 13  | Zieloni Lubiechnia Wielka    | 30 | 7  | 6 | 17 | 36     | 65     | −29   | 27  |                             |              |
| 14  | Polonia Lipki Wielkie (S)    | 30 | 6  | 6 | 18 | 47     | 110    | −63   | 24  | Spadek do klasy A           |              |
| 15  | Orzeł Międzyrzecz (S)        | 30 | 4  | 7 | 19 | 36     | 109    | −73   | 19  | Spadek do klasy A           |              |
| 16  | GKS Bledzew (S)              | 30 | 2  | 3 | 25 | 43     | 149    | −106  | 9   | Spadek do klasy A           |              |

### Grupa Zielona Góra

#### Drużyny
| Uczestnicy poprzedniej edycji                                                                                 | Uczestnicy poprzedniej edycji | Uczestnicy poprzedniej edycji | Uczestnicy poprzedniej edycji |
| --- | ----------------------------- | ----------------------------- | ----------------------------- |
| ŁĘK | ŁKS Łęknica                   | 3                             |                               |
| BLU | Budowlani Lubsko              | 4                             |                               |
| ZOO | Zorza Ochla                   | 5                             |                               |
| UKU | Unia Kunice                   | 6                             |                               |
| AJA | Alfa Jaromirowice             | 7                             |                               |
| PGP | Pogoń Przyborów               | 8                             |                               |
| LGÓ | LZS Górzyn                    | 9                             |                               |
| BOD | Odra Bytom Odrzański          | 10                            |                               |
| SPR | Sprotavia Szprotawa           | 11                            |                               |
| TKKF | TKKF Chynowianka Zielona Góra | 12                            |                               |
| Spadek z IV ligi 2020/2021                                                                                    |                               |                               |                               |
| grupa lubuska                                                                                                 |                               |                               |                               |
| DOZ | Dozamet Nowa Sól              | 162                           |                               |
| TKO | Tęcza Krosno Odrzańskie       | 18                            |                               |
| Awans z klasy A 2020/2021                                                                                     |                               |                               |                               |
| grupa Zielona Góra I                                                                                          |                               |                               |                               |
| BOŁ | Błękitni Ołobok               | 1                             |                               |
| grupa Zielona Góra II                                                                                         |                               |                               |                               |
| SPŁ | Start Płoty                   | 1                             |                               |
| grupa Zielona Góra III                                                                                        |                               |                               |                               |
| POG | Pogoń Wschowa                 | 1                             |                               |
| grupa Zielona Góra IV                                                                                         |                               |                               |                               |
| MCZ | Moczynianka Moczyń            | 31                            |                               |
| Oznaczenia: - kolumna pierwsza – skróty nazw drużyn, - kolumna trzecia – miejsce zajęte w poprzednim sezonie. |                               |                               |                               |

Objaśnienia:
1. Czarni Jelenin (zwycięzcy IV grupy zielonogórskiej klasy A) zrezygnowali z awansu do klasy okręgowej, w związku z czym prawo do gry w klasie okręgowej uzyskała Moczynianka Moczyń[16].
2. Arka Nowa Sól zmieniła nazwę na Dozamet Nowa Sól.

#### Tabela
| Lp. | Drużyna                           | M  | Z  | R  | P  | Bramki | Bramki | Różn. | Pkt      | Uwagi             | Bezpośrednio |
| --- | --------------------------------- | -- | -- | -- | -- | ------ | ------ | ----- | -------- | ----------------- | ------------ |
| 1   | Odra Bytom Odrzański (M) (A)      | 30 | 27 | 1  | 2  | 127    | 31     | +96   | 82       | Awans do IV ligi  |              |
| 2   | Budowlani Lubsko (A)              | 30 | 19 | 4  | 7  | 81     | 34     | +47   | 61       | Awans do IV ligi  |              |
| 3   | Tęcza Krosno Odrzańskie           | 30 | 18 | 5  | 7  | 73     | 45     | +28   | 59\|\|\| |                   |              |
| 4   | Pogoń Przyborów1                  | 30 | 16 | 8  | 6  | 62     | 32     | +30   | 56       | Drużyna wycofana  |              |
| 5   | Błękitni Ołobok                   | 30 | 16 | 6  | 8  | 70     | 40     | +30   | 54       |                   |              |
| 6   | Dozamet Nowa Sól                  | 30 | 15 | 6  | 9  | 68     | 41     | +27   | 51       |                   |              |
| 7   | Alfa Jaromirowice                 | 30 | 15 | 4  | 11 | 49     | 50     | −1    | 49       |                   |              |
| 8   | ŁKS Łęknica                       | 30 | 14 | 6  | 10 | 57     | 48     | +9    | 48       |                   |              |
| 9   | Sprotavia Szprotawa               | 30 | 12 | 10 | 8  | 49     | 43     | +6    | 46       |                   |              |
| 10  | Unia Kunice                       | 30 | 11 | 6  | 13 | 63     | 63     | 0     | 39       |                   |              |
| 11  | Zorza Ochla                       | 30 | 10 | 8  | 12 | 42     | 42     | 0     | 38       |                   |              |
| 12  | LZS Górzyn                        | 30 | 10 | 7  | 13 | 61     | 64     | −3    | 37       |                   |              |
| 13  | Moczynianka Moczyń                | 30 | 6  | 3  | 21 | 46     | 106    | −60   | 21       |                   |              |
| 14  | Pogoń Wschowa1                    | 30 | 4  | 4  | 22 | 24     | 83     | −59   | 16       |                   |              |
| 15  | TKKF Chynowianka Zielona Góra (S) | 30 | 3  | 6  | 21 | 42     | 98     | −56   | 15       | Spadek do klasy A |              |
| 16  | Start Płoty (S)                   | 30 | 0  | 4  | 26 | 23     | 117    | −94   | 4        | Spadek do klasy A |              |